# 스페셜포스 2 프로리그
스페셜포스 2 프로리그(SF2 Proleague)는 한국e스포츠협회가 주최하는 최초 국산 게임종목 프로리그이다. 2009년 2월, 대한민국 대표 FPS게임의 하나로 많은 인기를 누리고 있는 스페셜포스를 종목으로 최초의 국산종목 프로리그를 탄생시켰다. 그 후 2011년 8월, 후속작인 스페셜포스2가 출시되면서 2011년 11월부터는 스페셜포스 2로 종목이 교체되어 리그를 진행하게 되었고 2012년 9월, 4G LTE SF2 프로리그 시즌2를 마지막으로 폐지되었다.

## 개요
스페셜포스는 2005년 2월부터 카트라이더와 같이 한국e스포츠협회의 e스포츠 공인 종목으로 선정되면서 대한민국 e스포츠 종목 최초로 프로게이머까지 배출을 해왔다.
그러나 프로리그 개막 전까지는 클랜팀이 리그의 주류를 이루면서 진행되어왔다.
이후 2009년 2월 한국e스포츠협회는 드래곤플라이와 2009년 2월 스페셜포스 프로게임단 드래프트 선발전을 개최 한다.
2012년 9월 22일 4G LTE SF2 프로리그를 마지막으로 프로리그는 폐지되었다.

## 연혁
- 2009년 2월 24일 : 스페셜포스 프로게임단 드래프트 선발전 온라인 예선
- 2009년 3월 22일 : 스페셜포스 프로게임단 드래프트 선발전 본선
- 2009년 3월 29일 : 스페셜포스 프로게임단 드래프트 선발전 평가전
- 2009년 4월 7일 : 스페셜포스 프로리그 출범식
- 2009년 4월 14일 : SK텔레콤, 스페셜포스 프로리그 공식후원 결정
- 2009년 8월 6일 : 생각대로T SF 프로리그 2009 1st 결승전
- 2010년 2월 6일 : 생각대로T SF 프로리그 2009 2nd 결승전
- 2010년 8월 6일 : 생각대로T SF 프로리그 2010 1st 결승전
- 2011년 8월 20일 : 생각대로T SF 프로리그 2011 1st 결승전
- 2012년 9월 22일 : 4G LTE SF2 프로리그 2012 시즌2 결승전(리그 종료)

## 드래프트

### 프로팀
순위에 상관없이 스네이크 방식으로 클랜 지명 또는 개인 지명을 지목받았다.
- SK텔레콤 T1 → P-plus.innovation지명(김성진, 배주진, 이성훈, 김동호, 이수철)
- 이스트로 → e-sports united지명(이호우, 박귀민, 임정민, 강주호, 조현종)
- STX SouL → 개인지명(윤재혁, 김성은, 서대원, 김솔, 김준백)
- MBC게임 히어로+ → 개인지명(김윤환, 김창선, 박재현, 심영훈, 정종권)· 추천선수(임수라, 김진유)
- 하이트 스파키즈 → 이미 창단되어서 지명하지 않음

### 세미 프로팀

#### 생각대로T SF 프로리그 2009 시즌
지명받지 못한 클랜 중 상위 3팀은 세미프로팀으로 참가자격을 받았다.
- The Van
  - 프로리그 출범식부터 RePute로 팀명 변경
  - 2009년 7월 KT 매직엔스(현 KT 롤스터)에 영입됨
- nL BeST
- Archer

#### 생각대로T SF 프로리그 2010 시즌1
- Archer
  - 전 시즌 시드자격으로 출전하여 1승 1패로 다시 참가자격 받음
- re'Requiem
  - 세미프로선발전 결과 2승을 하여 참가자격 획득

#### 생각대로T SF 프로리그 2010 시즌2
- Archer
- SSeDa
- AMBITION

#### 생각대로T SF 프로리그 2011 시즌1
- AIKA
- 락다운
- [Cz]

### 트리비아
- 프로게임단 드래프트에서 MBC게임 히어로에 지명된 '이섭'은 e스포츠 최초 지명 거부권 행사를 함으로써 입단을 포기함과 동시에 3년간 드래프트에 참가할 수 없다. 대신 보상선수로 김윤환을 지명하였다.[2]
- KT 매직엔스가 2009년 프로게임단 드래프트 선발전에 나서려고 했으나 KT-KTF의 합병 작업에 의한 예산 집행 중지 때문에 창단 작업이 중단되었다. 그러나 합병 이후인 2009년 7월, 프로리그 1위를 달리던 RePute 클랜을 영입하면서, 스타크래프트 뿐만 아니라 스페셜포스 팀도 가지게 되었다.[3]
- 국산 e스포츠 종목 프로게임단(스페셜포스, 카트라이더)을 운영하고 있는 ITBank는 스페셜포스 최초로 프로팀을 창단하면서 그 다음으로 팀을 창단한 하이트 스파키즈와 프로리그 활성화를 위해 많은 노력을 해왔다. 그러나 협회는 ITBANK가 이사회에 가입하지 않아, 프로팀으로 참가시킬 수 없다고 밝히면서 결국 프로리그에 참여하지 못하게 되었다.[4] 그럼에도 불구하고 ITBank팀은 천안 ESWC 국제대회에 참가하면서, 프로팀으로 창단된 이스트로팀을 상대로 결승전에서 이기고 우승하면서 여전히 건재함을 보여주었다.

## 생각대로T SF 프로리그 2009 1st

### 리그 방식
- 2라운드 방식으로 8개팀이 풀리그로 28경기씩 총 56경기가 치러짐

#### 1라운드
- 3세트 2선승제
- 1세트당 전·후반전 각 5라운드 진행(단체전 10라운드 6선승제)
- 10라운드까지 5:5 동점일 경우 연장전 진행(개인전 5라운드 3선승제)
- 순위 선정 방식은 세트 득실, 라운드 득실, 킬/데스 순

#### 2라운드
- 연장전 방식 변경 (개인전 5라운드 → 단체전 1라운드)
- 나머지 방식은 1라운드와 동일

#### 플레이오프
- 상위 4팀 진출
- 3주간 진행
- 정규리그 1위팀은 광안리 결승전 직행
- 정규리그 3위 팀과 4위팀은 준플레이오프 진행
- 플레이오프 승리팀과 2위팀이 플레이오프 경기를 진행
- 플레이오프 승리팀과 정규리그 1위팀과 결승전 진행

### 트리비아
- nL.Best의 이성완이 개인적인 사정으로 리그 도중 하차하였다.[5]
- 이스트로의 조현종이 가장 먼저 100킬을 달성하였다.
- RePute는 1라운드를 전승으로 마감하고, 2라운드 1주차에서 MBC게임 히어로+를 상대로 승리하며 9연승을 달성하였다. 그러나 그 다음 주에 있었던 이스트로와의 경기에서 패하면서 첫 패를 기록했다.
- 2라운드 2주차 Archer와 STX Soul과의 경기에서 Archer가 버그폭탄 플레이를 하여 한 라운드를 몰수패 선고받았다.[6]
- 2라운드 6주차 하이트 스파키즈가 nL.Best와의 경기에서 첫 승을 거두었다.

### 순위
생각대로T SF프로리그 2009 1st 최종 순위는 다음과 같다.
| 순위 | 팀              | 승패     | 승점 | 경고 | 포스트시즌 결과    |
| ---- | --------------- | -------- | ---- | ---- | ------------------ |
| 1    | KT 롤스터       | 11승 3패 | +12  | 3    | 준우승             |
| 2    | 이스트로        | 10승 4패 | +7   | 3    | 우승               |
| 3    | Archer          | 9승 5패  | +7   | 2    | 준플레이오프 (4위) |
| 4    | SK텔레콤 T1     | 9승 5패  | +6   | 0    | 플레이오프 (3위)   |
| 5    | STX SouL        | 8승 6패  | +3   | 1    | PS 진출 실패       |
| 6    | MBC게임 히어로+ | 6승 8패  | -4   | 0    | PS 진출 실패       |
| 7    | nL.Best         | 2승 12패 | -21  | 3    | PS 진출 실패       |
| 8    | 하이트 스파키즈 | 1승 13패 | -23  | 1    | PS 진출 실패       |

#### 포스트 시즌
- 준플레이오프 : SK텔레콤 T1 vs Archer
- 플레이오프 : 이스트로 vs SK텔레콤 T1
- 결승전: 이스트로 vs KT 롤스터
  - 우승: 이스트로, 준우승 :KT 롤스터, 3위:SK텔레콤 T1, 4위:Archer

## 생각대로T SF 프로리그 2009 2nd
- 특이사항
  - 개막일:2009년 10월 10일
  - 개막전:SKT T1 vs KT 롤스터
  - 3세트 2선승제로 치러지지만 한 세트가 14라운드 8선승제로 바뀜
- 결승전 장소: 2010년 2월 6일 용산 이스포츠 스타디움
  - MBC게임 히어로 vs SKT T1
- 우승: SKT T1,  준우승: MBC게임 히어로,  3위: 하이트 스파키즈,  4위:KT 롤스터

### 순위
| 순위 | 팀              | 승패     | 승점 | 경고 | 포스트시즌 결과    |
| ---- | --------------- | -------- | ---- | ---- | ------------------ |
| 1    | MBC 게임 히어로 | 11승 3패 | +14  | 0    | 준우승             |
| 2    | SK텔레콤 T1     | 10승 4패 | +14  | 0.5  | 우승               |
| 3    | KT롤스터        | 9승 5패  | +6   | 1    | 준플레이오프 (4위) |
| 4    | 하이트 스파키즈 | 8승 6패  | +4   | 1    | 플레이오프 (3위)   |
| 5    | Archer          | 7승 7패  | -2   | 0.5  | PS 진출 실패       |
| 6    | 이스트로        | 6승 8패  | -7   | 1    | PS 진출 실패       |
| 7    | STX Soul        | 5승 9패  | -6   | 0    | PS 진출 실패       |
| 8    | nL.Best         | 0승 14패 | -26  | 0    | PS 진출 실패       |

## 생각대로T SF 프로리그 2010 1st 한국-대만 인터리그
- 특이사항
  - 개막일:2010년 3월 14일
  - 개막전:KT 롤스터 vs 화이 스파이더
  - 최초로 열리는 한국과 대만의 인터리그

### 순위
| 순위 | 팀                  | 승패    | 승점 | 라운드 득실 | 경고 |
| ---- | ------------------- | ------- | ---- | ----------- | ---- |
| 1    | SK 텔레콤 T1        | 5승 0패 | +10  | 53          | 0    |
| 2    | MBC게임 히어로      | 5승 0패 | +10  | 40          | 0    |
| 3    | STX SOUL            | 5승 0패 | +9   | 49          | 0    |
| 4    | eSTRO               | 5승 0패 | +9   | 42          | 0    |
| 5    | KT 롤스터           | 5승 0패 | +9   | 41          | 0    |
| 6    | Archer              | 5승 0패 | +8   | 39          | 0    |
| 7    | re'Requiem          | 4승 1패 | +7   | 32          | 0    |
| 8    | 하이트 스파키즈     | 4승 1패 | +7   | 31          | 0    |
| 9    | 화이 스파이더       | 1승 7패 | -11  | -55         | 0    |
| 10   | 감마 베어스         | 1승 7패 | -12  | -49         | 0    |
| 11   | 세븐일레븐 아이언맨 | 0승 8패 | -15  | -65         | 0    |
| 12   | 서멀테이크 아폴로   | 0승 8패 | -15  | -78         | 0    |
| 13   | 타오위엔 제트       | 0승 8패 | -16  | -80         | 0    |

## 생각대로T SF 프로리그 2010 1st
- 특이사항
  - 개막일:2010년 4월 16일
  - 생각대로T SF 프로리그 2010 1st 한국-대만 인터리그의 성적 반영

### 순위 (생각대로T SF 프로리그 2010 1st 한국-대만 인터리그 성적포함)
| 순위 | 팀              | 승패     | 승점 | 경고 | 포스트시즌 결과   |
| ---- | --------------- | -------- | ---- | ---- | ----------------- |
| 1    | STX SOUL        | 17승 2패 | +28  | 0    | 우승              |
| 2    | KT 롤스터       | 15승 4패 | +19  | 1    | 준우승            |
| 3    | MBC 게임 히어로 | 14승 5패 | +16  | 0    | 플레이오프 (3위)  |
| 4    | SK텔레콤 T1     | 13승 6패 | 10   | 1    | 준플레이오프(4위) |
| 5    | 이스트로        | 12승 7패 | 11   | 1    | 진출 실패         |
| 6    | 하이트 스파키즈 | 9승 10패 | 1    | 0    | 진출 실패         |
| 7    | re'Requiem      | 8승 11패 | -6   | 3    | 진출 실패         |
| 8    | Archer          | 6승 13패 | -17  | 1    | 진출 실패         |

## 생각대로T SF 프로리그 2010 2nd
- 특이사항
  - CJ엔투스와 하이트스파키즈 합병
  - 개막일:MBC게임:2010년 10월 15일 온게임넷:2010년 10월 16일
- 포스트시즌 결과
  - 우승:KT롤스터 준우승:SK텔레콤 T1 3위:STX 소울 4위:CJ엔투스

### 순위
| 순위 | 팀             | 승패     | 승점 | 경고 | 포스트시즌 결과    |
| ---- | -------------- | -------- | ---- | ---- | ------------------ |
| 1    | KT 롤스터      | 11승 3패 | +15  | 0    | 우승               |
| 2    | SK텔레콤 T1    | 11승 3패 | +14  | 0    | 준우승             |
| 3    | STX SouL       | 11승 3패 | +13  | 1    | 플레이오프 (3위)   |
| 4    | CJ 엔투스      | 11승 3패 | +13  | 0    | 준플레이오프 (4위) |
| 5    | MBC게임 히어로 | 6승 8패  | 0    | 0    | PS 진출 실패       |
| 6    | Archer         | 4승 10패 | -17  | 3    | PS 진출 실패       |
| 7    | SSeDa          | 2승 12패 | -20  | 1    | PS 진출 실패       |
| 8    | AMBITION       | 0승 14패 | -23  | 0    | PS 진출 실패       |

## 생각대로T SF 프로리그 2011 1st
- 특이사항
  - 개막전: 2011년 4월 22일
  - 스페셜포스로 치러지는 마지막대회 (차기 대회서부터는 스페셜포스2 로 진행)
  - 우승:STX Soul 준우승:KT롤스터 3위:CJ엔투스 4위:SK텔레콤 T1

### 순위
| 순위 | 팀             | 승패     | 승점 | 경고 | 포스트시즌 결과    |
| ---- | -------------- | -------- | ---- | ---- | ------------------ |
| 1    | KT 롤스터      | 12승 2패 | +18  | 0    | 준우승             |
| 2    | CJ 엔투스      | 10승 4패 | +12  | 0    | 플레이오프 (3위)   |
| 3    | SK텔레콤 T1    | 10승 4패 | +11  | 0    | 준플레이오프 (4위) |
| 4    | STX SouL       | 10승 4패 | +11  | 0    | 우승               |
| 5    | AIKA           | 8승 6패  | 2    | 1    | PS 진출 실패       |
| 6    | MBC게임 히어로 | 4승 10패 | -12  | 0    | PS 진출 실패       |
| 7    | 락다운         | 1승 13패 | -21  | 1    | PS 진출 실패       |
| 8    | [Cz]           | 1승 13패 | -24  | 1    | PS 진출 실패       |

## 생각대로T SF2 프로리그 시즌 1
- 특이사항
  - 개막전: 2011년 11월 19일
  - 스페셜포스 2로 진행하는 첫 번째리그

### 순위
| 순위 | 팀          | 승패     | 승점 | 경고 | 포스트시즌 결과    |
| ---- | ----------- | -------- | ---- | ---- | ------------------ |
| 1    | SK텔레콤 T1 | 13승 1패 | +21  | 0    | 준우승             |
| 2    | CJ 엔투스   | 12승 2패 | +20  | 0    | 우승               |
| 3    | STX SouL    | 9승 5패  | +7   | 0    | 플레이오프 (3위)   |
| 4    | KT 롤스터   | 8승 6패  | +2   | 0    | 준플레이오프 (4위) |
| 5    | TVing       | 5승 9패  | -7   | 0    | PS 진출 실패       |
| 6    | IT BANK     | 4승 10패 | -11  | 0    | PS 진출 실패       |
| 7    | 웅진 스타즈 | 3승 11패 | -13  | 0    | PS 진출 실패       |
| 8    | QSENN       | 2승 12패 | -19  | 0    | PS 진출 실패       |

## 4G LTE  SF2 프로리그 시즌2
- 특이사항
  - 개막전: 2012년 6월 16일
  - 기존의 리그전에서 듀얼토너먼트 방식으로 변경
    - 2승 3점, 1승 1패(승자전) 2점, 1승 1패(패자전) 1점, 2패 0점

  - 최초 대학팀 참여(전남과학대학교), 기존의 8팀에서 7팀으로 축소
  - 스페셜포스 2의 마지막 프로리그

### 순위
| 순위 | 팀             | 승패      | 승점 | 경고 | 포스트시즌 결과    |
| ---- | -------------- | --------- | ---- | ---- | ------------------ |
| 1    | SK텔레콤 T1    | 18승 6패  | 27   | 0    | 준우승             |
| 2    | CJ 엔투스      | 14승 10패 | 22   | 0    | 플레이오프 (3위)   |
| 3    | STX SouL       | 11승 13패 | 20   | 0    | 우승               |
| 4    | 웅진 스타즈    | 9승 15패  | 18   | 0    | 준플레이오프 (4위) |
| 5    | KT 롤스터      | 9승 15패  | 14   | 0    | PS 진출 실패       |
| 6    | IT BANK        | 8승 16패  | 12   | 0    | PS 진출 실패       |
| 7    | 전남과학대학교 | 3승 11패  | 12   | 0    | PS 진출 실패       |

## 역대 결승전 결과
- 2011년 8월까지 스페셜포스로 프로리그를 진행하였다.
- * 표시는 해체된 팀을 의미함

| 회차 | 연도  | 리그명                         | 우승팀               | 스코어 | 준우승팀                 | 결승전 MVP |
| ---- | ----- | ------------------------------ | -------------------- | ------ | ------------------------ | ---------- |
| 1    | 2009  | 생각대로T SF 프로리그 2009 1st | 이스트로* (김현진)   | 3 : 2  | KT 롤스터 (이지훈)       |            |
| 2    | 09-10 | 생각대로T SF 프로리그 2009 2nd | SK텔레콤 T1 (박용운) | 3 : 0  | MBC게임 히어로* (하태기) | 이수철     |
| 3    | 2010  | 생각대로T SF 프로리그 2010 1st | STX SouL* (김은동)   | 3 : 0  | KT 롤스터 (이지훈)       | 김지훈     |
| 4    | 10-11 | 생각대로T SF 프로리그 2010 2nd | KT 롤스터 (이지훈)   | 3 : 1  | SK텔레콤 T1 (박용운)     | 김찬수     |
| 5    | 2011  | 생각대로T SF 프로리그 2011     | STX SouL* (김은동)   | 3 : 2  | KT 롤스터 (이지훈)       | 김인재     |
| 6    | 11-12 | 생각대로T SF2 프로리그 시즌1   | CJ 엔투스 (김동우)   | 3 : 0  | SK텔레콤 T1 (박용운)     | 박지오     |
| 7    | 2012  | 4G LTE SF2 프로리그 시즌2      | STX SouL* (김은동)   | 3 : 0  | SK텔레콤 T1 (박용운)     | 이태준     |

### 역대 결승전 기록실

#### 최다 우승팀
| 순위 | 팀          | 횟수 | 비고 |
| ---- | ----------- | ---- | ---- |
| 1    | STX SouL    | 3    |      |
| 2    | SK텔레콤 T1 | 1    |      |
| 2    | KT 롤스터   | 1    |      |
| 2    | CJ 엔투스   | 1    |      |
| 2    | 이스트로*   | 1    |      |

#### 최다 진출팀
| 순위 | 팀              | 횟수 | 비고 |
| ---- | --------------- | ---- | ---- |
| 1    | KT 롤스터       | 4    |      |
| 1    | SK텔레콤 T1     | 4    |      |
| 3    | STX SouL        | 3    |      |
| 4    | CJ 엔투스       | 1    |      |
| 4    | 이스트로*       | 1    |      |
| 4    | MBC게임 히어로* | 1    |      |

#### 최다 우승 감독
| 순위 | 감독   | 횟수 | 비고            |
| ---- | ------ | ---- | --------------- |
| 1    | 김은동 | 3    | STX SouL 2회    |
| 2    | 김현진 | 1    | 이스트로* 1회   |
| 2    | 박용운 | 1    | SK텔레콤 T1 1회 |
| 2    | 이지훈 | 1    | KT 롤스터 1회   |
| 2    | 김동우 | 1    | CJ 엔투스 1회   |

## 맵
- 폭파 : 공격팀(레드)은 정해진 시간 내에 폭탄을 설치해 성공적으로 폭파될 때까지 방어팀(블루)을 막아내야 하며, 방어팀(블루)은 폭탄을 설치하기 전에 적을 사살하거나, 설치된 폭탄을 시간 내에 해제해야 한다.
  - 크로스로드(Crossroad), 데저트캠프(Desert Camp), 미사일(Missile), 위성(Satellite), 상하이(Shanghai) (생각대로T 스패셜 포스 프로리그 1st)
  - 네오미사일, KF815, 위성, 크로스로드 (생각대로T 스패셜 포스 프로리그 2nd)
- 탈취 : 제한 시간 내에 방어팀(블루)이 지키고 있는 특정 목표물을 공격팀(레드)이 탈취해 공격팀(레드) 캐릭터 생성지점으로 돌아오는 형식이다.
  - EMP, 너브가스(Nerve Gas) (생각대로T 스패셜 포스 프로리그 1st)
  - 트레인, 너브가스 (생각대로T 스패셜 포스 프로리그 2nd)

## 상금
- 총 상금 5,000만원(연간 1억원규모)
  - 우승 팀 4,000만원
  - 준우승 팀 1,000만원

## 방송
- 온게임넷 : 토요일,수요일 용산 상설 경기장에서 생방송

### 해설진
- (생각대로T SF 프로리그 2009 1st ~ 생각대로T SF 프로리그 2011 1st)
  - 온게임넷(토요일): 정소림 온상민 이재백
  - MBC게임(금요일): 박상현 정인호 한현우

- (생각대로T SF2 프로리그 시즌1)
  - 토요일: 정소림 온상민 이재백
  - 화요일: 정소림 온상민 손대영

- (4G LTE SF2 프로리그 시즌2)
  - 토요일: 정소림 온상민 이재백
  - 수요일: 김철민 온상민 손대영